# Jon Beare
Jon Beare, kanadski veslač, * 10. maj 1974, London, Ontario.
Beare je z veslanjem začel leta 1988, prvič pa je na večjem tekmovanju nastopil leta 1993, ko je kot član ekipe Ontaria nastopil na Kanadskih igrah v Kamloopsu. Četverec je osvojil prvo mesto, osmerec pa drugo. Naslednje leto je z reprezentanco nastopil na Igrah Commonwealtha, kjer je lahki osmerec v Londonu, Ontario osvojil bronasto medaljo
Beare je za Kanado nastopil na Poletnih olimpijskih igrah 2000, 2004 in 2008.
V Sydneyju je kanadski lahki četverec brez krmarja, v katerem je veslal Beare osvojil sedmo mesto. Isti čoln je v Atenah osvojil peto, v Pekingu pa je četverec v postavi Iain Brambell, Liam Parsons Mike Lewis in Jon Beare osvojil bronasto medaljo.